# Ніколає Негріле
Ніколає Негріле (рум. Nicolae Negrilă, нар. 23 липня 1954, Джигера) — румунський футболіст, що грав на позиції захисника.
Виступав, зокрема, за клуб «КС Університатя», а також національну збірну Румунії.
Триразовий чемпіон Румунії. Чотириразовий володар Кубка Румунії.

## Клубна кар'єра
У дорослому футболі дебютував 1973 року виступами за команду «КС Університатя», в якій провів п'ятнадцять сезонів, взявши участь у 352 матчах чемпіонату. Більшість часу, проведеного у складі крайовського «КС Університатя», був основним гравцем захисту команди.
Завершив ігрову кар'єру у команді «Жиул» (Петрошань), за яку виступав протягом 1988—1989 років.

## Виступи за збірну
У 1980 році дебютував в офіційних матчах у складі національної збірної Румунії.
У складі збірної був учасником чемпіонату Європи 1984 року у Франції.
Загалом протягом кар'єри в національній команді, яка тривала 8 років, провів у її формі 28 матчів, забивши 1 гол.

## Титули і досягнення
- Чемпіон Румунії (3):

«Університатя» (Крайова): 1973-1974, 1979-1980, 1980-1981
- Володар Кубка Румунії (4):

«Університатя» (Крайова): 1976-1977, 1977-1978, 1980-1981, 1982-1983